# Voldemar Väli
Voldemar Väli (10. ledna 1903 Kuressaare – 13. dubna 1997 Stockholm) byl estonský zápasník. Věnoval se zápasu řecko-římskému v pérové a lehké váze.
Pracoval jako jeřábník v tallinnském přístavu. Zápasu se věnoval od roku 1920, v roce 1924 při svém prvním olympijském startu obsadil 8.-12. místo. Na mistrovství Evropy v zápasu řecko-římském 1926 získal zlatou medaili v kategorii do 62 kg a na mistrovství Evropy v zápasu řecko-římském 1927 titul obhájil. Na LOH 1928 se stal olympijským vítězem v pérové váze. Na evropských šampionátech v letech 1930 a 1931 obsadil v kategorii do 66 kg druhé místo. Olympijských her v roce 1932 se nezúčastnil, protože v důsledku Velké hospodářské krize nezískal prostředky na cestu do Los Angeles. Na ME 1933 byl čtvrtý a na ME 1934 šestý. Na Letních olympijských hrách 1936 skončil v lehké váze na třetím místě. Jeho poslední velkou mezinárodní soutěží bylo mistrovství Evropy v zápasu řecko-římském 1938, kde obsadil čtvrté místo. Získal devatenáct titulů zápasnického mistra Estonska a zvítězil ve více než devadesáti procentech utkání.
Koncem druhé světové války emigroval do Švédska. V roce 1945 absolvoval poslední soutěž. Provozoval ve Stockholmu se svojí manželkou továrnu na hračky.